# Quận Yell, Arkansas
Quận Yell (tiếng Anh:Yell County) là một quận nằm trong tiểu bang Arkansas, Hoa Kỳ. Đến năm 2000, dân số quận là 21.139. Quận này có hai thủ phủ, Dardanelle và Danville. 6 Quận Yell là quận thứ 41 của Arkansas, thành lập ngày 05 tháng 12 năm 1840 và đặt tên Archibald Yell, thành viên đầu tiên của tiểu bang của trong Hạ viện Hoa Kỳ và thống đốc thứ hai của Arkansas; sau này ông bị giết trong chiến đấu trong trận Buena Vista trong Chiến tranh México-Mỹ. Quận này cấm rượu hay quận khô.

## Địa lý
Theo Cục điều tra dân số Hoa Kỳ, quận có tổng diện tích 949 dặm vuông (2.457 km ²), trong đó, 928 dặm vuông (2.403 km ²) là đất và 21 dặm vuông (54 km ²) của nó (2,21%) là diện tích mặt nước.

### Xa lộ chính
- Xa lộ 7
- Xa lộ 10
- Xa lộ 27
- Xa lộ 28
- Xa lộ 60
- Xa lộ 80
- Xa lộ 154

### Các quận giáp ranh
- Quận Pope (phía bắc)
- Quận Conway (đông bắc)
- Quận Perry (phía đông)
- Quận Garland (đông nam)
- Quận Montgomery (phía nam)
- Quận Scott (phía tây)
- Quận Logan (tây bắc)

## Thông tin nhân khẩu

Tháp dân số quận Yell

Theo điều tra dân số 2 năm 2000, quận có dân số 21.139 người, 7.922 hộ, và 5.814 gia đình sống trong quận. Mật độ dân số là 23 người cho mỗi dặm vuông (9/km ²). Có 9.157 đơn vị nhà ở với mật độ trung bình là 10 cho mỗi dặm vuông (4/km ²). Thành phần dân tộc của quận đã được 86,63% người da trắng, 1,47% da đen hay Mỹ gốc Phi, 0,58% người Mỹ bản xứ, 0,69% người châu Á, Thái Bình Dương 0,03%, 8,99% từ các chủng tộc khác, và 1,62% từ hai hoặc nhiều chủng tộc. 12,73% dân số là người Hispanic hay Latino thuộc chủng tộc nào. 12,00% báo cáo nói tiếng Tây Ban Nha ở nhà [1].
Có 7.922 hộ, trong đó 33,60% có trẻ em dưới 18 tuổi sống chung với họ, 58,50% là các cặp vợ chồng sống với nhau, 10,10% có chủ hộ là nữ không có mặt chồng, và 26,60% là không lập gia đình. 23,20% của tất cả các hộ gia đình đã được tạo thành từ các cá nhân và 11,80% có người sống một mình 65 tuổi trở lên đã được người. Bình quân mỗi hộ là 2,61 và cỡ gia đình trung bình là 3,04.
Cơ cấu tuổi dân số trong quận: 25,80% ở độ tuổi dưới 18, 8,90% 18-24, 28,30% 25-44, 22,00% 45-64, và 15,00% 65 tuổi trở lên. Tuổi trung bình là 36 năm. Cứ mỗi 100 nữ có 99,50 nam giới. Cứ mỗi 100 nữ 18 tuổi trở lên, đã có 96,30 nam giới.
Thu nhập trung bình cho một hộ gia đình trong quận đã được 28.916 USD, và thu nhập trung bình cho một gia đình là 33.409 USD. Nam giới có thu nhập trung bình 23.172 đô la Mỹ so với 18.148 USD cho phái nữ. Thu nhập trên đầu cho các quận được $ 15,383. Giới 11,70% gia đình và 15,40% dân số sống dưới mức nghèo khổ, trong đó có 20,20% những người dưới 18 tuổi và 12,80% có độ tuổi từ 65 trở lên.

## Thành phố và Thị trấn
| - Belleville - Centerville | - Danville - Dardanelle | - Havana - Ola | - Plainview - Aly | - Gravely - Corinth | - Bluffton - Rover |